# Glamorous Dalida
Glamorous Dalida è una raccolta postuma della cantante italo-francese Dalida, pubblicata il 25 maggio 2009 da Universal Music France.
L'album, pubblicato in CD jewel case, è composto da ventidue tracce in lingua inglese.
Al suo interno sono contenuti sette nuovi brani inediti.
Anche questa raccolta, come alcune delle precedenti, verrà inclusa nella serie di 10 CD del cofanetto D'ici & d'ailleurs pubblicato nel dicembre 2009.

## Tracce
1. Little words (versione in inglese di Les p'tits mots)
2. The Lambeth Walk (versione in inglese)
3. Alabama song
4. He must have been eighteen (versione in inglese di Il venait d'avoir 18 ans)
5. Kalimba de Luna (versione in inglese)
6. You (INEDITO - versione in inglese di Eux)
7. Let me dance tonight (versione in inglese di Laissez-moi danser)
8. Born to sing (versione in inglese di Mourir sur scène)
9. Italian restaurant (versione in inglese di Le restaurant italien)
10. Money, money
11. Willingly (Mélodie perdue)
12. The great Gigi l'amoroso (versione in inglese di Gigi l'amoroso)
13. Orfeo (INEDITO - versione in inglese)
14. Never on sunday (versione in inglese di Les enfants du Pirée)
15. For the first time (versione in inglese di Come prima)
16. Good bye my love (INEDITO - versione in inglese de Il silenzio)
17. Milord (INEDITO - versione in inglese)
18. Dance my troubles away (INEDITO - versione in inglese de La danse de Zorba)
19. The gypsies (versione in inglese di Les gitans)
20. Say no more it's goodbye (INEDITO - versione in inglese di Quand tu dors près de moi)
21. Tintarella di luna (INEDITO - versione in inglese)
22. If only I could live my life again (versione in inglese di Si je pouvais revivre un jour ma vie)